# 相良頼親
相良 頼親（さがら よりちか）は、鎌倉時代の武将。鎌倉幕府御家人。相良氏の第2代当主。
相良長頼の長男。通称は四郎。観仙禅師とも言う。

## 略歴
鎌倉にて6歳で元服し「四郎兵衛尉頼親」と名乗った。
幼くして、将軍源実朝の鶴岡八幡若宮への参拝に同行して、前駆を任される栄誉を受けた。
承久元年（1219年）、鎌倉からの帰還の途上で、泉州堺の津で源実朝が暗殺されたことを知り、法大寺にて剃髪し「観仙大徳」と名を改め、更に朝廷に請い、後深草天皇より禅師号を賜った。
以後、しばしば東国に赴いた父長頼の留守居として、人吉に残り、内治を担当した。
宝治元年（1247年）、井口八幡神社（井ノ口八幡宮）を創建した。
建長6年（1254年）、長頼の死により家督を継いたが、すでに齢56歳であったことと、北条氏の世に移り変わっていたことを快く思っておらず、その翌年（1254年）には弟の頼俊に家督を譲って、自らは照角山（球磨村神瀬）に観仙庵を設けて隠棲した。
文永元年（1264年）、68歳で逝去した。
息子の相良頼明は永留氏（永富氏）を称し、後にこの家系から宗家を継ぐ相良長続が出たと説明されている。頼親・頼明父子については鎌倉末期から南北朝期に作られた相良氏の系図にも登場することから実在した可能性が高いが、そこから長続に至るまでの永留氏の動向は不詳であり、長続が本当にこの家系の出身なのかは不明である。